# Bad Pyrmont
Bad Pyrmont é uma cidade da Alemanha localizada no distrito de Hamelin-Pyrmont, estado de Baixa Saxônia.